# 入船山記念館
入船山記念館（いりふねやまきねんかん）は、広島県呉市の入船山公園内にある博物館。

## 概要

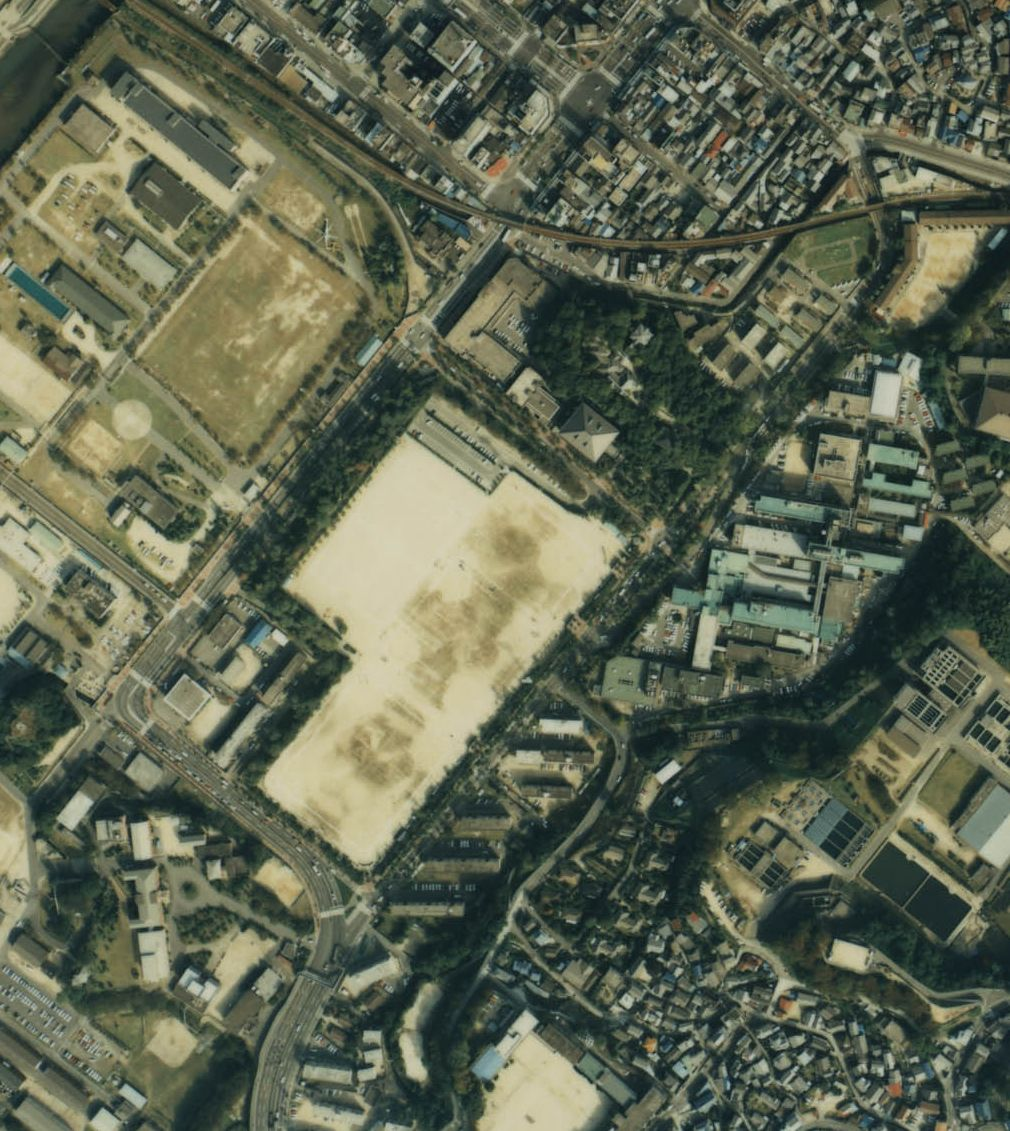
1988年 。森林部分が入船山記念館になる。公園左から下にかけての敷地が海自呉地方隊にあたる。

1967年開館、敷地面積約1.2万m2 。呉市中心部から東へ約1kmのところにある入船山公園の敷地北側を占める。
旧呉鎮守府司令長官官舎（本館）を中心に郷土館や歴史民俗資料館などからなり、呉の郷土資料や大日本帝国海軍資料、金唐革紙関連資料を展示している。旧司令長官官舎は、現存明治期の海軍高級将校庁舎としては珍しいもので国の重要文化財に指定されている。ヘリテージング100選。休憩所の裏が呉市立美術館への道であり、正岡子規句碑もある。
元々この山には703年（大宝3年）から亀山神社が遷座していたが、1886年（明治19年）鎮守府が開設されるのに伴い大日本帝国海軍に接収され、1889年（明治22年）この地に洋風木造2階建の軍政会議所兼水交社が建てられた。呉鎮守府開庁式の際には明治天皇の行在所としても使用された。1892年（明治25年）以降、司令長官官舎として使用されることになる。戦後、1956年（昭和31年）までイギリス連邦占領軍(BCOF)の司令官官舎として使用された後、大蔵省が管理した。1966年（昭和41年）旧軍港市転換法に基づき呉市に無償貸与移管、1967年（昭和42年）から入船山記念館として一般公開を開始した。
2015年から指定管理者制度を導入、トータルメディア開発研究所とビルックスによる「入船山記念館運営グループ」が管理する。約700m離れた位置にある呉市海事歴史科学館（大和ミュージアム）と一体化した観光展開をしている。
NHKスペシャルドラマ『坂の上の雲』のロケ地の一つである。

## 施設

### 旧呉鎮守府司令長官官舎

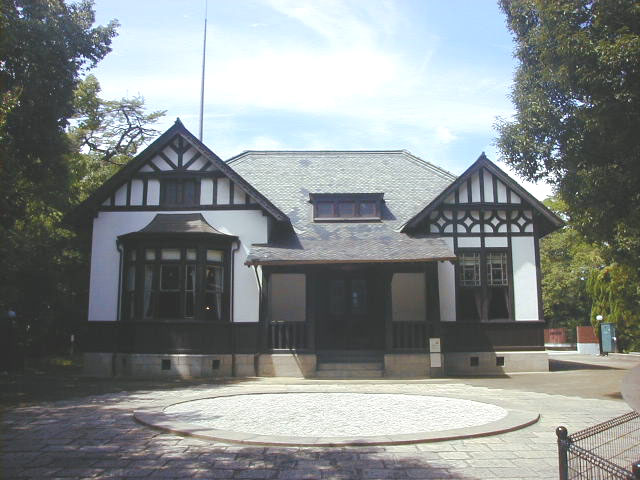
旧呉鎮守府司令長官官舎。国の重要文化財。

木造平屋建、建築面積527.1m2 。入船山記念館の本館にあたる。初代の司令長官官舎は1905年（明治38年）6月芸予地震により倒壊してしまったため、現存するものは同年に崩壊材を一部使用して再建された2代目のものになる。設計は呉鎮守府建築課課長の桜井小太郎。1991年（平成3年）から1995年（平成7年）にかけて大規模補修をおこなっている。1998年（平成10年）国の重要文化財に指定された。2005年（平成17年）には100周年記念式典が行われた。
和洋折衷であり、手前が洋館、廊下でつながった奥が和館。洋館部はイギリス風半木骨造（ハーフティンバー様式）で仕上げられ、屋根は天然粘板岩（スレート）の魚鱗葺、玄関のステンドグラスはイギリス製、執務室には日本国内に数例しかない金唐革紙が貼られている。当時、洋館に執務室や応接室があり家具も英国でしつらえ、いわゆる迎賓館的な役割も果たした。一方で住居として使用された和館は質素な造りになっている。
戦後接収していたBCOFは、壁紙の上からペンキを塗って白壁としていた。平成に入り防衛研究所で初代司令長官官舎の図面が書かれた『明治38年呉鎮守府工事竣工報告 巻三止』が発見されたのを機に元の姿に復元することが決まり、金唐革紙も後藤仁が中心になり復元された。

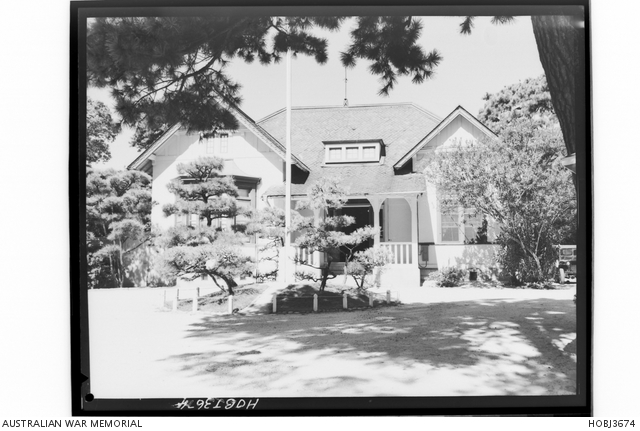
1952年BCOF接収時代
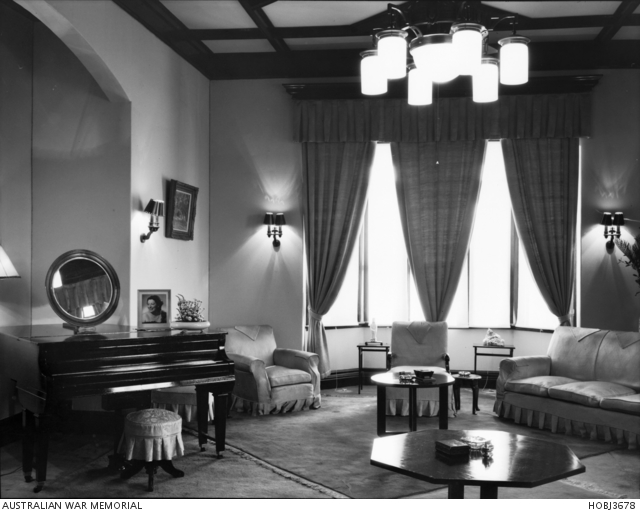
1952年BCOF接収時代。白壁がわかる。

### 歴史民俗資料館
「近世文書館」とも。1986年（昭和61年）11月開館。鉄筋コンクリート構造地上2階地下1階、建築面積144.0m2、延床面積354.4m2 。呉市の歴史的資料や旧海軍関係資料、古い芸備日日新聞など幅広い分野の資料を収集している。その中で、伊能忠敬が測量する様子を描いた『浦島測量の図』『伊能忠敬御手洗測量之図』は共に市指定有形文化財で、特に御手洗の方は忠敬が実際に測量する姿が描かれている図としては国内唯一のものである。3階が展示室で、企画展を行っている。

### 郷土館
1979年（昭和54年）3月開館。鉄筋コンクリート構造地上3階建、建築面積194.0m2 。1階が事務所で2階が展示室。旧海軍関係資料を中心に展示している。

### 1号館

1号館（旧高烏砲台火薬庫）。国の登録有形文化財。

「旧高烏砲台火薬庫」。元々は呉軍港への外国の敵艦船の侵入を守るために大日本帝国陸軍が整備した呉要塞（広島湾要塞）の一つ“高烏砲台”に置かれた火薬庫であり、1901年（明治34年）音戸の瀬戸を見下ろす呉市警固屋に整備された 。戦後音戸の瀬戸公園が整備された際に旧高烏砲台も一緒に公園として再整備されたこと、加えて入船山記念館開館に合わせ1967年（昭和42年）現地に移設復元した。2011年10月に国の登録有形文化財に登録された。
石造平屋造瓦葺、建築面積40.0m2 。桁行9.7m×梁間4.2m、切妻造桟瓦。総石造りの火薬庫の遺構は国内でも珍しいもの。表面を凸凹に粗っぽく加工した“瘤出し”の花崗岩ブロックを用い、出入り口は円アーチで仕上げている。湿気対策もとられており妻床下のアーチ窓は換気用に設けられたもの。
現在では郷土画家が書いた呉市の歴史絵画を展示している。所蔵する「呉軍港全図」は1886年（明治19年）頃作られた呉鎮守府建設計画の図面であり、呉鎮の検閲により民間に流通する近代の呉市の地図は簡略化したものしか存在していないため、貴重な資料となっている。

### 2号館
1967年開館。煉瓦造平屋建、建築面積76.0m2 。

### 旧呉海軍工廠塔時計

旧呉海軍工廠塔時計。呉市有形文化財。

高さ約10m×幅2.4m四方、文字盤直径1.5m 。
親子時計（設備時計）と呼ばれる構造で、四方に見えている文字盤の部分は“子時計”と呼ばれるもの、塔の内部に子時計を制御する“親時計”がある。親時計からパルス（衝動）を送り子時計を同時に動かしている。国産初の“電動親子式衝動時計”である。歯車にネーバル黄銅(naval、海軍黄銅とも)という耐海水性に優れた材質を用いていることなど、所々に艦艇兵器用の機械構造の特徴が残っている。現在、毎日9時・12時・15時・17時の4回、市内の小・中学生が作曲したメロディが流れている。
1921年（大正10年）6月呉海軍工廠造機部の屋上に設置された。当時としては画期的な構造を持った時計であり、呉工廠のシンボル的な存在であったという。終戦後以降のことになる1971年（昭和46年）この地に移設展示され、1981年（昭和56年）に時計として修復された。同年に呉市有形文化財に指定された。

### 休憩所

休憩所（旧東郷家住宅離れ）。国の登録有形文化財。

「旧東郷家住宅離れ」。木造平屋造瓦葺、建築面積37m2 。8畳と6畳の2間。目の前の庭は中根金作が監修したもので「故山苑」と呼ばれる。
元々は呉市宮原通り（宮原5丁目）正圓寺の山手付近にあった邸宅の離れ。1890年（明治23年）から呉鎮守府第2代参謀長として在籍した東郷平八郎が約1年7か月間利用していた。母屋はその後の明治期の火事により消失したため、当時のものが現存しているのはこの離れだけになる。その後移築され荒廃していた所へ呉東ロータリークラブが創設20周年記念として呉市に寄付、1980年（昭和55年）現地に移築・復元した。1997年（平成9年）5月に国の登録有形文化財に登録された。
以下、呉鎮と東郷の歴史を列挙する。
- 1883年（明治16年）2月呉鎮設置前の現地踏査に訪れ、宮原村勝盛平八郎方に寄宿、同年7月まで[20]。
- 1890年（明治23年）5月呉鎮守府参謀長に就任、翌1891年（明治24年）12月まで[20]。
- 1894年（明治27年）4月呉海兵団長に就任、宮原村山中忠利方に寄宿、同年6月まで[20]。

## 交通アクセス
- 入船山公園#交通アクセス参照